# Ken Carson
Кеньятта Лі Фрейзер-молодший (англ. Kenyatta Lee Frazier Jr., нар. 11 квітня 2000, Атланта, Джорджія, США), відомий як Ken Carson — американський репер. Відомий своїм другим студійним альбомом X (2022), який посів 115 місце в чарті Billboard 200, а також підписанням контракту з лейблом Opium, що належить Playboi Carti.

## Біографія
Кеньятта Лі Фрейзер-молодший народився в Атланті, штат Джорджія, 11 квітня 2000 року.

## Кар'єра
Фрейзер спочатку приєднався до 808 Mafia у 2015 році як репер після знайомства з TM88, а вже у 2017 році почав випускати музику на SoundCloud. Після здобуття популярності на андеграундній реп-сцені, він познайомився з Playboi Carti, який підписав Фрейзера на свій лейбл Opium у 2019 році.
Після підписання контракту з лейблом Opium у 2019 році, у 2020 Фрейзер випускає два мікстейпи - Boy Barbie та Teen X.
На початку 2021 року він випустив продовження мікстейпу під назвою Teen X: Relapsed, а пізніше того ж року випустить свій дебютний студійний альбом Project X.
У лютому 2022 року він з'явився на треці Geek High з альбому американського репера Yeat, 2 Alive. Він випустив свій другий студійний альбом X 8 липня 2022 року, який потрапив на 115 місце в чарті Billboard 200.
У жовтні 2022 року він разом із SoFaygo випустив сингл під назвою Hell Yeah для дебютного студійного альбому SoFaygo Pink Heartz із супровідним музичним відео. 31 жовтня 2022 року Кен Карсон випустив делюкс-версію свого альбому X під назвою Xtended, а також відеокліп на YouTube на пісню MDMA за участю Destroy Lonely. 13 січня 2023 року він випустив на YouTube кліп на свою пісню Freestyle 2. Незабаром після цього, 14 лютого, він випустив сингл I Need You.
Пізніше, 5 травня 2023 року, він з'явився на дебютному студійному альбомі Destroy Lonely If Looks Could Kill.

## Музичний стиль
Музичний стиль Кена Карсона на його студійному альбомі був описаний як «енергійний за своєю природою електронний продакшн», Кен має «сфокусовані» флоу і «має намір змусити свою аудиторію встати зі своїх місць». Його порівнюють зі своїм наставником Playboi Carti та його альбомом Whole Lotta Red 2020 року, а також з Lil Uzi Vert за його стиль і менталітет.

## Дискографія

### Студійні альбоми
- 2021 — Project X
- 2022 — X
- 2023 — A Great Chaos
- 2024 — A Great Chaos (Deluxe)
- 2025 — More Chaos

### Мікстейпи
- 2020 — Boy Barbie
- 2020 — Teen X
- 2021 — Lost Flies
- 2021 — Teen X: Relapsed
- 2021 — Lost Flies 2
- 2022 — lost_flies_3
- 2023 — lost flies 4